# Prenantia cheilostoma
Prenantia cheilostoma is een mosdiertjessoort uit de familie van de Smittinidae. De wetenschappelijke naam van de soort is, als Lepralia cheilostoma, voor het eerst geldig gepubliceerd in 1869 door Manzoni.